# Souboj (Knight Rider – Legenda se vrací)
Souboj je 12. díl seriálu Knight Rider – Legenda se vrací. KITT se střetává tváří v tvář se svým prototypem a starším bratrem KARRem (Knight Automated Cybernetic Roving Robotic-Exoskeleton). Dojde k obnovení FLAG (Nadace pro právo a pořádek).

## Děj
Sarah, otřesená smrtí svého otce tráví čas na pláži a v jeho domě na Havaji. Opilá se pobije v baru, kde potká Mika. Stráví spolu noc v jejím domě. Mezitím Alex Torres a agent NSA Jack Hurst zavírají Knightovo centrum. Torres nechá vyjmout KITTův čip a doufá, že s ním dokáže opravit chyby v programu KARRa. Billy posílá Mikovi a Sarah balíček a informuje je o situaci v centrále. Mike se dovídá od Dr.Graimana, že byl původním řidičem KARRa. Ale v jeho programu došlo k chybě a umírali lidé. Proto mu byla vymazána paměť. Mike se vydává zpět do LA, kde se setkává se Zoe a Billym. Sarah prozatím pomoc odmítá. Zoe a Billy najdou KITTovu zprávu. Je to píseň, v níž je pomocí binární soustavy šifrována zpráva pro ně. KITT své soubory umístil na web michaelknight.org. Zoe,Mike a Billy se ilegálně vloupají do centrály, aby pomocí výkonných počítačů stáhli KITTa do vyrobeného čipu. To se jim nakonec podaří. Připojila se k nim také Sarah. Torres mezitím re-aktivoval KARRa. Mike a Sarah přepadnou Hursta a od něj se dovídají, že KITT je v oblasti 51. Mike si bere nesmrtící zbraně a vydává se pro něj. Najde ho a pomocí čipu, který mu dal Billy jej znovu aktivuje. Torres se dovídá, že byl KITT uloupen. KARR to považuje za možnou hrozbu. Zmocňuje se Torrese a odjíždí pryč, zničit KITTa. Vozy se potkávají na cestě. KARR má za cíl získat zpět Mika, protože si pamatuje, že byl jeho původním řidičem. Mike to ale odmítá. KARR je nakonec zničen. KITT pomocí funkce Turbo Boost zničí KARRovi jeho kybernetické srdce a ten ta přestane existovat. Bohužel tím nevědomky KITT zabil Alexe Torrese, který se před smrtí stačí omluvit a uznat svou chybu. KITT je pomocí nanotechnologie opět obnoven a přehrává zprávu s poselstvím od Dr.Graimana.

## Obsazení
- Yancey Arias – Alex Torres
- Peter Cullen – hlas KARRa
- Val Kilmer – hlas KITTa
- Justin Bruening – Michael Knight
- Deanna Russo – Sára Graimanová
- Paul Campbell – Billy Morgan
- Smith Cho – Zoe Chao
- Bruce Davidson – dr. Charles Graiman
- Richard Burgi – Jack Hurst

a další…